# Música de Israel
La música de Israel es la combinación de tradiciones musicales judías y no judías que se han unido a lo largo de un siglo para crear una cultura musical distintiva en el Estado de Israel. Esta música es una parte integral de la identidad nacional israelí. Durante más de 100 años los músicos israelíes han buscado elementos estilísticos que definieran el espíritu nacional. Además de crear un estilo y sonido israelí, los músicos de Israel han hecho contribuciones significativas a la música clásica, jazz, Pop, Rock y otros géneros musicales internacionales. Desde la década de 1970 ha habido un florecimiento de la diversidad musical en Israel, con importancia tanto nacional como internacional. Muchos de los grandes intérpretes de música clásica son israelíes. Obras de compositores clásicos israelíes forman parte del repertorio de las principales orquestas de todo el mundo.
La música en Israel es una parte integral de la identidad nacional. Comenzando en los días de los pioneros, las canciones hebreas y los cantos grupales (Shira beTsibur) fueron alentados y apoyados por sus líderes. "Las canciones públicas eran un pasatiempo común [de los primeros inmigrantes], y eran para ellos una fuerza en la definición de su identidad", escribió Nathan Shahar. Esta visión de la música como construcción de la nación continúa hasta nuestros días. "Estamos en medio de la creación de una cultura", escribió Nahum Heyman, uno de los principales compositores e historiadores de la música de Israel. Los inmigrantes judíos de Europa, Asia, Oriente Medio y otros lugares trajeron consigo sus tradiciones musicales, fusionándolas y moldeándolas en un nuevo sonido israelí.

## Historia, influencias y tendencias

### La música de los primeros sionistas
Según Nathan Shahar la música fue uno de los pasatiempos preferidos de los sionistas pioneros. Los inmigrantes judíos de Europa, Asia, Oriente Medio y otros lugares trajeron consigo sus tradiciones musicales. A partir de la década de 1920, los pioneros trataron de crear un nuevo estilo musical que sirviera para fortalecer los lazos con sus raíces hebreas, que los distinguieran de los judíos de la diáspora y que contribuyera a la construcción de la identidad nacional israelí. Se trataba de un estilo ecléctico que combinaba un poco de la música árabe y en menor medida de la música tradicional judía yemenita oriental. Las canciones eran a menudo homofónicas, modales y de tesitura limitada, Ejemplos de este estilo son Shadmati de Yedidia Admon y Shibbolet Basadeh de Matityahu Shelem.

### Música Rusa
Muchos de los inmigrantes sionistas fueron pioneros que llegaron a Palestina antes de 1935, algunos procedían de Rusia. Con ellos trajeron canciones folclóricas y el estilo musical ruso. Al principio cantaban canciones rusas con nuevas letras en hebreo. Un ejemplo de ello es Shir Hamitpachat (la canción del pañuelo), basada en una canción rusa tradicional llamada синий платочек (Sinij Platochek), cuya letra en hebreo la hizo el poeta israelí Natan Alterman. Estas melodías al estilo ruso suelen estar escritas en tono menor y a menudo acompañadas por el acordeón y la guitarra, que trata de imitar el sonido de la balalaika.

### Música Klezmer y Jasídica
Muchas melodías Jasídicas y Klezmer han encontrado su lugar en la música de Israel. La música Klezmer llegó a Israel a principios del siglo XX de manos de los inmigrantes europeos. La letra de algunas canciones fueron traducidas del yidis al hebreo. Un ejemplo de ello es Numi Numi (Duerme mi niño), una canción compuesta por Joel Engel, con letra de Yehiel Heilprin, en la que tomó como base una canción de cuna Jasídica.

### Música Yemenita
La música tradicional de los judíos Yemenitas ha sido particularmente influyente en el desarrollo de la música de Israel, debido a que los primeros sionistas la vieron como un enlace con sus raíces bíblicas. De hecho el musicólogo A.Z. Idelsohn escribió que la música de los antiguos hebreos "se conserva en la memoria y la práctica en varios centros judíos del Yemen". Lo cierto es que esta comunidad judía vivió prácticamente aislada durante trece siglos. Muchas de las canciones tradicionales del Yemen fueron compuestas por el rabino Shalom Shabazi, un poeta y místico medieval universalmente reverenciado por la comunidad judía Yemenita. La poesía de Shabazi trata temas tanto religiosos como profanos, dando a la música Yemenita una gama lírica más amplia que muchas otras formas de música tradicional judía, que tienden a ser exclusivamente de naturaleza litúrgica.

### Música Mizrají
Los primeros inmigrantes y colonos judíos llevaron a Palestina las tradiciones musicales de sus países de origen: Marruecos, Egipto, Yemen, Irak y otros lugares. Asimismo fueron influenciados por los música local palestina. Estos inmigrantes desarrollaron un estilo oriental y mediterráneo ecléctico llamado música mizrají (la música oriental), que en la década de 1960 se hizo muy popular. 
La música mizrají combina elementos orientales y occidentales. En cuanto a los instrumentos usa el laúd, el kanun, el violín y la darbuka árabes, el bouzouki griego, junto a las guitarras eléctricas y acústicas, el piano y otros instrumentos occidentales. Los cantantes utilizan una técnica nasal y una ornamentación de las melodías (en hebreo silsulim). La dicción es gutural y las melodías suelen oscilar entre el modo mayor y el menor. Estos aspectos emparentan directamente la música mizrají con la música árabe. Sin embargo, mientras la música árabe es tradicionalmente de textura homofónica y está basada en unos patrones melódicos llamados maqamat, la música mizrají tiene un acompañamiento armónico más complejo y por lo general utiliza la escala occidental de 12 semitonos, aspectos que la acercan más a la música griega. La unión entre oriente, occidente, Europa y Mediterráneo es lo que caracteriza la música mizrají. Este estilo ha dejado una profunda huella la música de Israel. Un ejemplo de ello es la popular canción Haperach Begani (la flor de mi jardín), con letra y música de Avihú Medina e interpretada por Zohar Argov, por lo cual también acepta condiciones espirituales.
Actualmente los exponentes más populares de la música mizrají son Omer Adam, Sarit Hadad, Revivo Project, Moshe Peretz, Eden Ben Zaken, entre otros.

### Música Griega
El estilo musical griego bouzouki se fue haciendo muy popular en Israel en la década de 1960. Además la muzika mizrahit se vio muy influenciada por el rembetiko griego así como por el pop y rock. Aris San, un cantante judío griego que se mudó a Israel, fue quien impulsó esta tendencia. Aris San escribió canciones para Aliza Azikri y rompió las barreras entre la música mizrahi israelí y la música griega. Asimismo las canciones del cantante griego Stelios Kazantzidis fueron traducidas al hebreo e interpretadas por los cantantes del país.

### Música Pop y rock
Desde finales de la década de 1960 la música israelí ha estado profundamente influenciada por la música pop y rock de los EE. UU. y del Reino Unido. En los años 1970 grupos de rock como Kaveret y Tamooz y cantautores como Shalom Hanoch y Gavrielov Miki, sentaron las bases del variado panorama musical pop y rock en Israel. La música ligera israelí tiene un sonido original basado en la mezcla de pop y rock occidental con música judía oriental, yemení, griega y andalusí. Entre los músicos israelíes pop y rock se encuentran cantantes y grupos como Etti Ankri, David D'O, Aviv Geffen, Rita Kleinstein, Shlomo Artzi, David Broza, Achinoam Nini, Netta, HaYehudim, Ivri Lider, Dana International, Shiri Maimon, Harel Skaat, Noa Kirel y Ninet Tayeb, así como los ganadores del concurso de televisión de búsqueda de talentos "Israel Pop Idol". Otro grupo famoso fue Ktzat Acheret. 
Israel es un país habitual en el Festival de la Canción de Eurovisión, concursando casi ininterrumpidamente desde 1973. Ganó el festival en cuatro ocasiones y lo hizo con algunos de sus cantantes más conocidos a nivel internacional: en 1978 con Izhar Cohen, en 1978 con Gali Atari, en 1998 con Dana International y en 2018 con Netta. Además, otros conocidos cantantes israelíes han pasado por el festival, como Ofra Haza y Noa.

### Música Folk
A finales de 1960 algunos jóvenes músicos viajaron a Iberoamérica y llevaron a Israel sus ritmos y sonoridades, que se hicieron populares en la década de 1970. Ejemplo de ello es la canción Noé de Matti Caspi. Asimismo músicos folk norteamericanos como Judy Collins y Joni Mitchell influyeron en cantantes israelíes como Chava Alberstein. Además el dúo de guitarras Dudaim y Parvarim no sólo interpretaba canciones israelíes, sino también versiones en hebrea de canciones folk inglesas y americanas.